# 建安街道 (石家庄市)
建安街道，是中华人民共和国河北省石家庄市长安区下辖的一个乡镇级行政单位。

## 行政区划
建安街道下辖以下地区：
建安路社区、华平社区、光华社区、华新路社区、棉一社区和棉五社区。